# Färöischer Fußballpokal der Frauen 2022
Der Färöische Fußballpokal der Frauen 2022 fand zwischen dem 14. Mai und 29. Oktober 2022 statt und wurde zum 33. Mal ausgespielt. Im Endspiel, welches im Tórsvøllur-Stadion in Tórshavn auf Kunstrasen ausgetragen wurde, siegte KÍ Klaksvík mit 2:1 gegen HB Tórshavn.
KÍ Klaksvík und HB Tórshavn belegten in der Meisterschaft die Plätze eins und drei, dadurch erreichte KÍ Klaksvík das Double. Für KÍ Klaksvík war es der 16. Sieg bei der 22. Finalteilnahme, für HB Tórshavn die zehnte Niederlage bei der 16. Finalteilnahme. Titelverteidiger NSÍ Runavík schied im Halbfinale aus.

## Teilnehmer
Teilnahmeberechtigt waren folgende zehn A-Mannschaften der ersten und zweiten Liga:
| Betrideildin                                                                                                  | 1. Deild                 |
| 07 Vestur B36 Tórshavn EB/Streymur/Skála HB Tórshavn KÍ Klaksvík NSÍ Runavík TB/FC Suðuroy/Royn Víkingur Gøta | AB Argir ÍF Fuglafjørður |

## Modus
Die beiden Zweitligisten spielten mit zwei ausgelosten Erstligisten die restlichen beiden Teilnehmer aus. Alle Runden wurden im K.-o.-System ausgetragen.

## 1. Runde
Die Partien der 1. Runde fanden am 14. und 15. Mai statt.
|             | Ergebnis  |                   |
| ----------- | --------- | ----------------- |
| AB Argir    | 0:6 (0:4) | EB/Streymur/Skála |
| NSÍ Runavík | w/o       | ÍF Fuglafjørður   |

## Viertelfinale
Die Viertelfinalpartien fanden am 6. Juni statt.
|               | Ergebnis   |                    |
| ------------- | ---------- | ------------------ |
| B36 Tórshavn  | 00:2 (0:0) | EB/Streymur/Skála  |
| HB Tórshavn   | 04:1 (4:1) | 07 Vestur          |
| KÍ Klaksvík   | 12:0 (6:0) | TB/FC Suðuroy/Royn |
| Víkingur Gøta | 01:3 (0:2) | NSÍ Runavík        |

## Halbfinale
Die Hinspiele im Halbfinale fanden am 15. September statt, die Rückspiele am 1. Oktober.
|                   | Gesamt |             | Hinspiel  | Rückspiel            |
| ----------------- | ------ | ----------- | --------- | -------------------- |
| EB/Streymur/Skála | 3:4    | HB Tórshavn | 2:0 (2:0) | 1:4 n. V. (0:2, 0:0) |
| KÍ Klaksvík       | 3:2    | NSÍ Runavík | 0:1 (0:0) | 3:1 (3:0)            |

## Finale
| Paarung        | HB Tórshavn – KÍ Klaksvík |
| Ergebnis       | 1:2 (1:1) |
| Datum          | 29. Oktober 2022 |
| Stadion        | Tórsvøllur, Tórshavn |
| Schiedsrichter | Áki Hansen (Hoyvík) |
| Tore           | 0:1 Durita Hummeland (20.) 1:1 Lív Rúnadóttir (29.) 1:2 Tóra Mohr (56.) |
| HB Tórshavn    | Monika Biskopstø – Teresa Jacobsen, Fríða Jakobsen (65. Sara Lamhauge), Sarita Mittfoss – Ása á Reynatúgvu , Lív Rúnadóttir (65. Astrid Mittfoss), Sunniva Willemoes (87. Lea Johannesen), Rebekka Benbakoura, Rúna Jacobsen, Ása Carlsen (78. Fridrikka Clementsen) – Elin Maria Isaksen Cheftrainer: John Eystberg |
| KÍ Klaksvík    | Óluva Joensen – Birita Ryan, Sanna Svarvadal , Tórunn Joensen, Vár Johannesen (65. Hervør Olsen), Jórun Patawary – Malena Olsen (77. Rannvá Andreasen), Maria Johansen (82. Jancy Mohr), Tóra Mohr, Durita Hummeland, Eyðvør Klakstein Cheftrainer: Jens Christer Wedeborg                                           |
| Gelbe Karten   | Rúna Jacobsen, Ása á Reynatúgvu – Maria Johansen |

## Torschützenliste
Bei gleicher Anzahl von Treffern sind die Spielerinnen nach dem Nachnamen alphabetisch geordnet.
| Platz | Spieler            | Verein            | Tore |
| ----- | ------------------ | ----------------- | ---- |
| 1     | Lea Lisberg        | EB/Streymur/Skála | 07   |
| 2     | Rebekka Benbakoura | HB Tórshavn       | 05   |
| 2     | Durita Hummeland   | KÍ Klaksvík       | 05   |
| 4     | Hervør Olsen       | KÍ Klaksvík       | 04   |
| 5     | Tóra Mohr          | KÍ Klaksvík       | 03   |
| 6     | Rannvá Andreasen   | KÍ Klaksvík       | 02   |
| 6     | Lív Rúnadóttir     | HB Tórshavn       | 02   |